# Belgravia: The Next Chapter
Belgravia: The Next Chapter è una miniserie televisiva anglo-statunitense, creata e scritta da Helen Edmundson e diretta da John Alexander, Paul Wilmshurst e Marisol Adler. Sequel spin-off di Belgravia è ambientata ventisei anni dopo nel 1871. La miniserie ha debuttato il 14 gennaio 2024 su MGM+.

## Puntate
| nº | Titolo originale | Titolo italiano | Prima TV USA     | Prima TV Italia |
| -- | ---------------- | --------------- | ---------------- | --------------- |
| 1  | Episode 1        | Episodio 1      | 14 gennaio 2024  | 5 giugno 2024   |
| 2  | Episode 2        | Episodio 2      | 21 gennaio 2024  | 5 giugno 2024   |
| 3  | Episode 3        | Episodio 3      | 28 gennaio 2024  | 12 giugno 2024  |
| 4  | Episode 4        | Episodio 4      | 4 febbraio 2024  | 12 giugno 2024  |
| 5  | Episode 5        | Episodio 5      | 18 febbraio 2024 | 19 giugno 2024  |
| 6  | Episode 6        | Episodio 6      | 25 febbraio 2024 | 19 giugno 2024  |
| 7  | Episode 7        | Episodio 7      | 3 marzo 2024     | 26 giugno 2024  |
| 8  | Episode 8        | Episodio 8      | 10 marzo 2024    | 26 giugno 2024  |

## Personaggi e interpreti

### Principali
- Clara Dunn, interpretata da Harriet Slater, doppiata da Alice Venditti.
Figlia del defunto patriarca Algernon Dunn, esordiente nella società londinese.
- Frederick Trenchard, interpretato da Benjamin Wainwright, doppiato da Fabrizio De Flaviis.
Figlio di Susan e John Bellasis, ma cresciuto come figlio di Oliver Trenchard. Neo marito di Clara.
- Dott. Stephen Ellerby, interpretato da Edward Bluemel, doppiato da Federico Campaiola.
Medico che si prende cura di Peter, il figlio primogenito dei Rochester affetto da epilessia.
- Signorina Davison, interpretata da Elaine Cassidy, doppiata da Valentina Mari.
Cameriera personale di Clara.
- Ross, interpretato da David Fynn, doppiato da Leonardo Graziano.
Segretario nell'acciaieria di Frederick.
- Signor Fletcher / Lucian Wood, interpretato da Liam Garrigan.
Valletto di Frederick.
- Josiah Enright, interpretato da Gerard Horan, doppiato da Antonio Sanna.
Maggiordomo dei Trenchard e capo della servitù.
- Percy, duca di Rochester, interpretato da Miles Jupp, doppiato da Riccardo Scarafoni.
Marito di Mary e amico dei Trenchard.
- Nell, interpretata da Lauren McQueen.
Giovane ragazza che tenta il suicidio ma viene salvata da Emily e James. In seguito Emily la assume come domestica.
- Emily Dunn, interpretata da Hannah Onslow, doppiata da Giulia Catania.
Sorella maggiore di Clara.
- James Trenchard, interpretato da Toby Regbo, doppiato da Gabriele Vender.
Reverendo e fratello minore di Frederick.
- Mary, duchessa di Rochester, interpretata da Sophie Winkleman, doppiata da Francesca Fiorentini.
Moglie di Percy e amica dei Trenchard.
- Marchesa D'Étagnac, interpretata da Claude Perron, doppiata da Sabine Cerullo.
Nuova vicina dei Trenchard, vedova e rifugiata della nuova Francia rivoluzionaria.
- Signora Dunn, interpretata da Sophie Thompson, doppiata da Antonella Baldini.
Madre vedova di Clara e Emily.

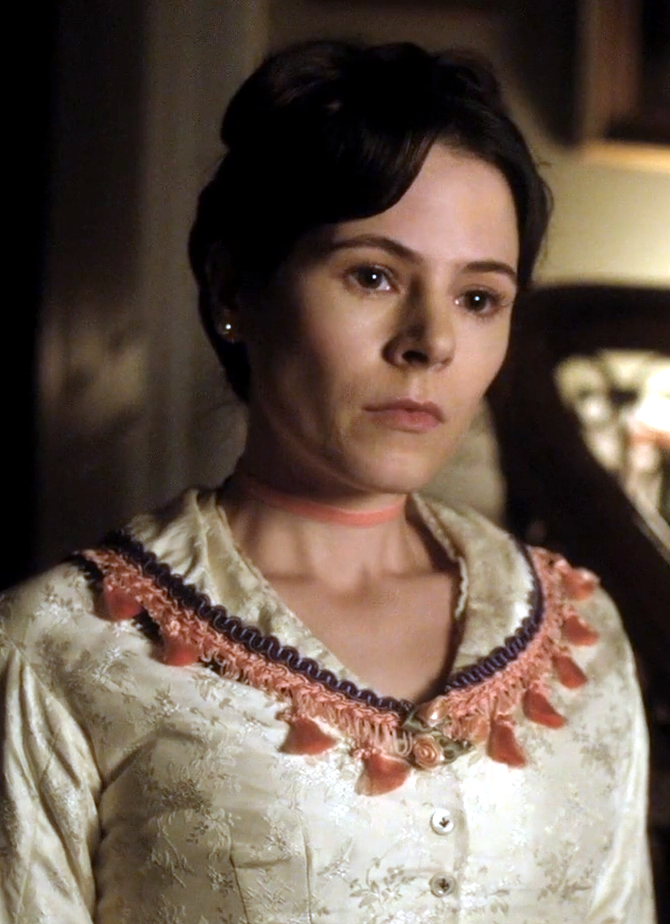
Elaine Cassidy
Liam Garrigan
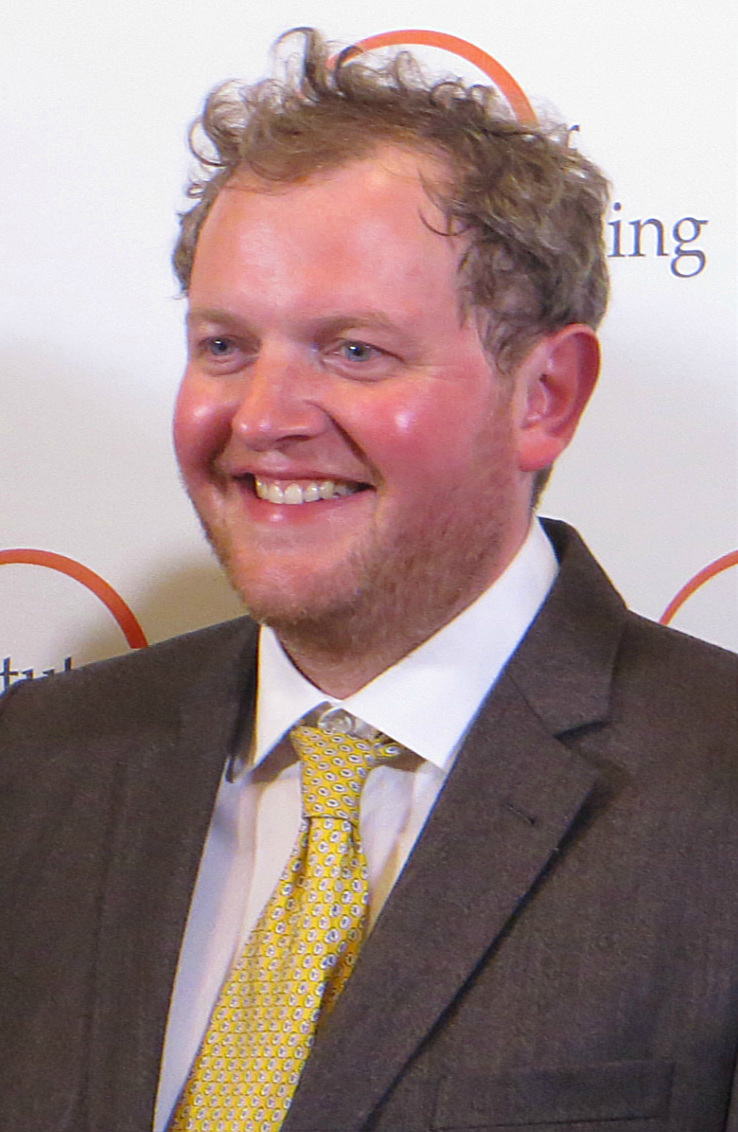
Miles Jupp
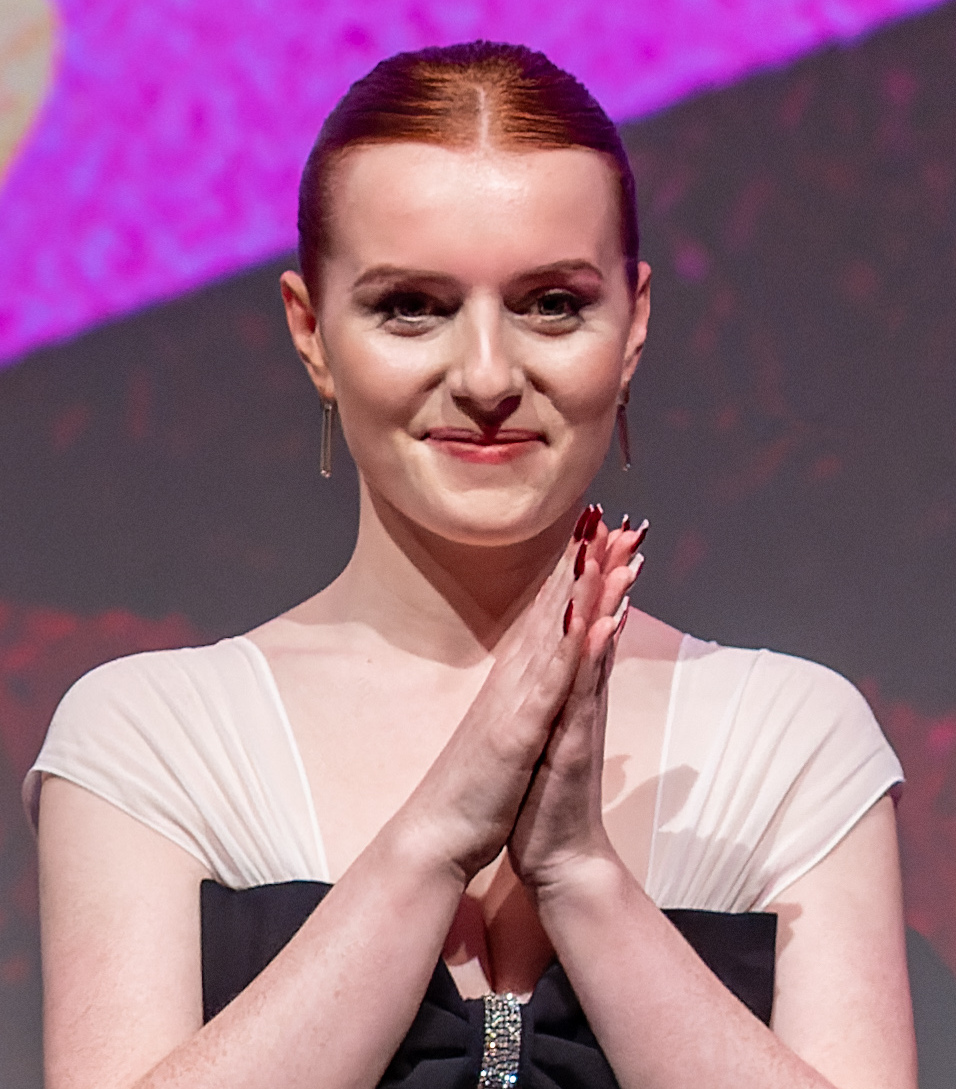
Hannah Onslow
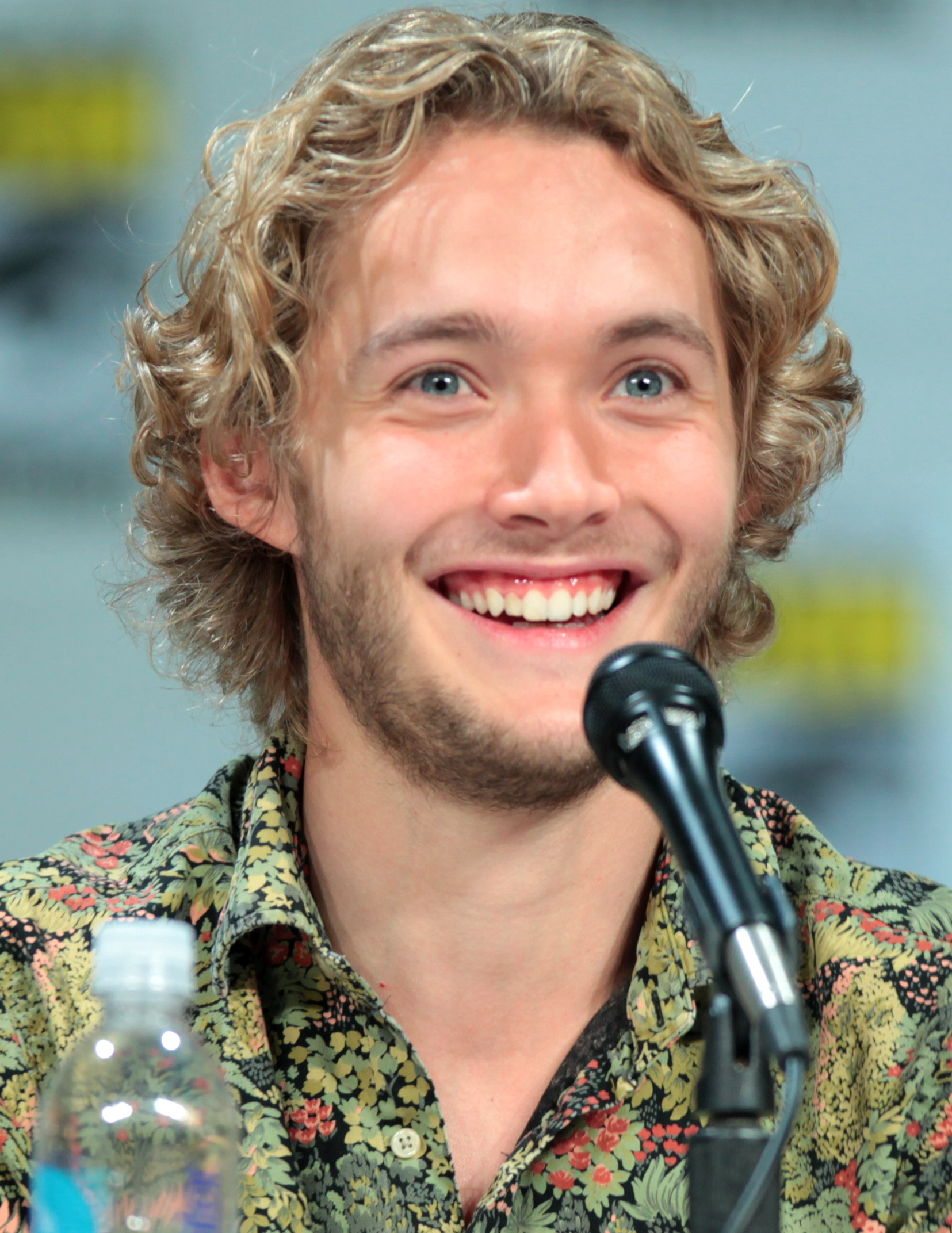
Toby Regbo
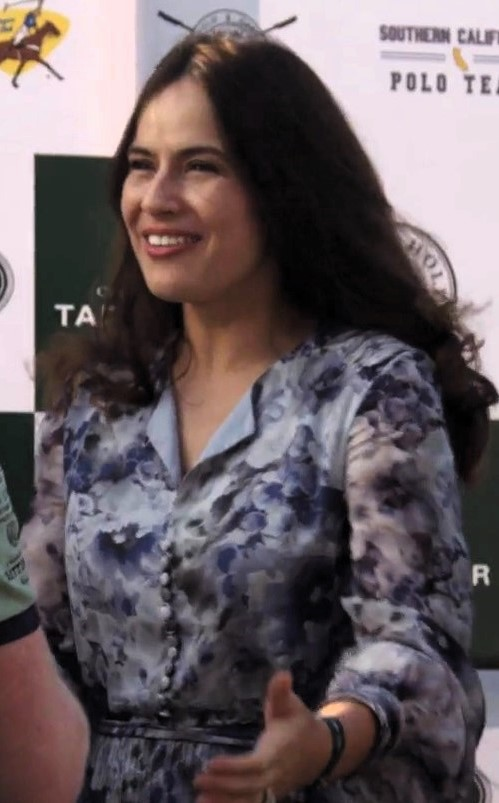
Sophie Winkleman
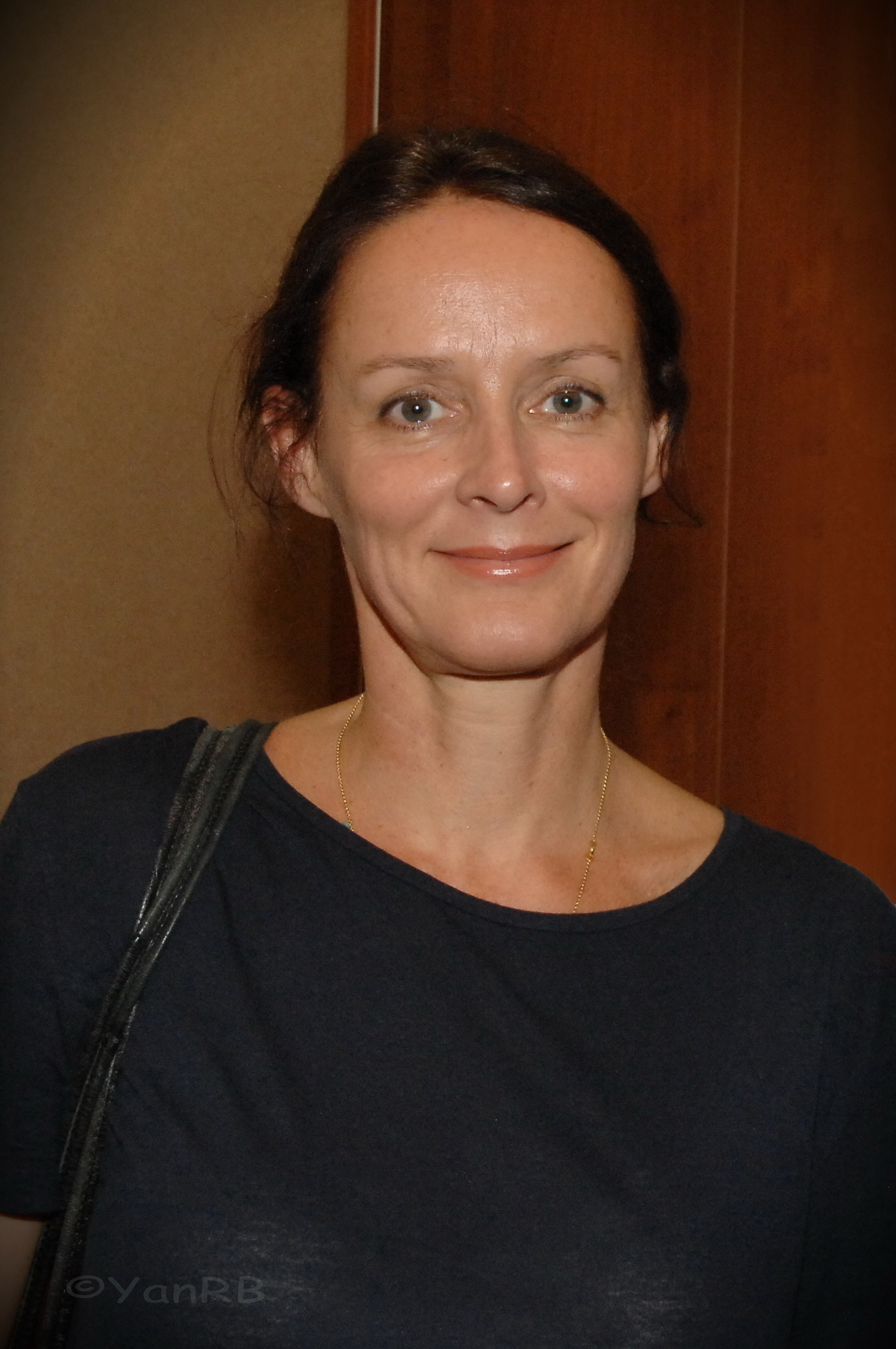
Claude Perron
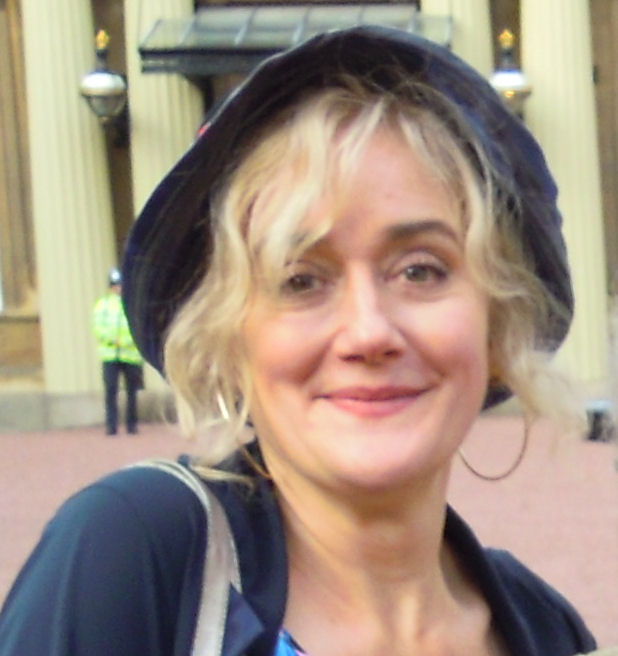
Sophie Thompson

### Ricorrenti
- Susan Trenchard, interpretata da Alice Eve, doppiata da Myriam Catania.
Moglie di Oliver e madre di Frederick e James.
- Oliver Trenchard, interpretato da Richard Goulding, doppiato da Simone D'Andrea.
Marito di Susan.
- John Bellasis, interpretato da Adam James, doppiato da Christian Iansante.
Vero padre di Frederick, a sua insaputa.
- Madeleine Enright, interpretata da Ellie Piercy, doppiata da Angela Brusa.
Cuoca dei Trenchard e moglie di Josiah.
- Giovan-Lucca Nicoli, interpretato da Nicolas van Beveren.
Amante della marchesa.
- Mawdie, interpretata da Daisy Sequerra.
Domestica dei Trenchard.
- Robert, interpretato da Jordan Scowen, doppiato da Niccolò Guidi.
Cameriere dei Trenchard.
- Signora Warren, interpretata da Julie Barclay.
Governante di James.
- Richard Dearden, interpretato da Leonard Buckley, doppiato da Alessandro Campaiola.
Ritrattista bohémienne e coinquilino di Stephen e Annie.
- Annie Harper, interpretata da Nenda Neururer, doppiata da Guendalina Ward.
Coinquilina di Stephen e Richard.

## Produzione
Nel settembre 2022 è stato annunciato lo sviluppo di uno spin-off della miniserie  Belgravia. La serie in otto puntate è creata e scritta da Helen Edmundson, con Carnival Films come casa di produzione. Edmundson e Julian Fellowes sono i produttori esecutivi insieme a Gareth Neame, Nigel Marchant e Joanna Strevens. I registi sono John Alexander, Paul Wilmshurst e Marisol Adler.
Nel marzo 2023 Harriet Slater è stata scelta per interpretare la protagonista insieme a Ben Wainwright e Edward Bluemel. Altri attori entrati nel cast sono: Toby Regbo, Hannah Onslow, Sophie Thompson, Claude Perron, Sophie Winkleman e Elaine Cassidy.
La lavorazione è iniziata nel febbraio 2023. Le riprese sono avvenute a Londra, gli Home counties e Edimburgo.

## Distribuzione
La miniserie è stata trasmessa negli Stati Uniti dal 14 gennaio al 10 marzo 2024 su MGM+. In Italia è andata in onda dal 5 al 26 giugno 2024 su Sky Serie.

### Edizione italiana
La direzione del doppiaggio è a cura di Myriam Catania, su dialoghi di Alessia La Monica, per conto di Pumais Due.